# Virididentex acromegalus
Virididentex acromegalus — вид окунеподібних риб родини спарові (Sparidae).

## Поширення
Риба поширена на сході Атлантики біля берегів Кабо-Верде. Зустрічається на глибині до 60 м.

## Опис
Риба сягає завдовжки 52 см.

## Спосіб життя
Virididentex acromegalus є придонним видом, що мешкає серед коралових рифів на кам'янистому дні на глибині 40-60 м (максимум 150 м).